# Oratorio di Nostra Signora del Rosario (Loano)
L'oratorio di Nostra Signora del Rosario è un luogo di culto cattolico situato nel comune di Loano, in piazza Italia, in provincia di Savona. Antistante l'oratorio vi si trova il decagonale duomo di San Giovanni Battista.

## Storia e descrizione

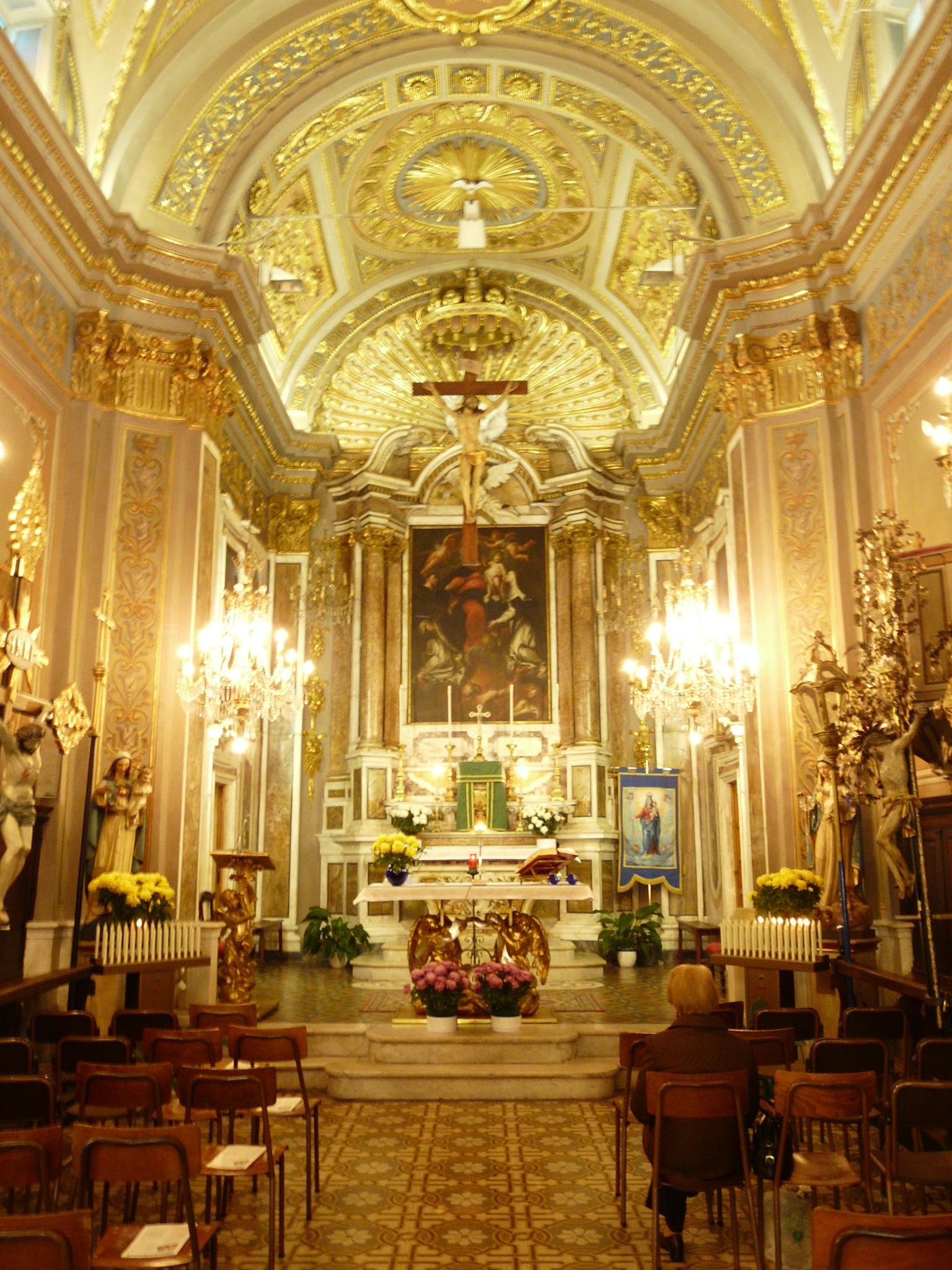
L'altare

L'edificio, i cui lavori procedettero dal 25 marzo 1660 al 30 novembre 1661, fu ricavato dalla precedente e seconda chiesa parrocchiale loanese, di origine medievale e abbattuta nel 1640 per motivi di sicurezza, il cui campanile si erge a lato della attuale facciata e serve l'adiacente duomo di San Giovanni Battista.
L'oratorio si presenta a navata unica, riccamente decorata e stuccata, e con la presenza di un'unica cappella laterale ove, in una nicchia, è posizionato il gruppo ligneo raffigurante la Visitazione della Beata Vergine Maria portato in processione durante la festività della Visitazione (2 luglio). Sopra l'altare maggiore è collocata l'ancona raffigurante Nostra Signora del Rosario con ai piedi santa Caterina da Siena e san Domenico; l'opera è attribuita a Giovan Battista Gaulli detto "il Baciccio". Nelle pareti ai lati della zona absidale sono custoditi i due piccoli dipinti della Vergine e di Sant'Elisabetta.
All'interno si trovano diversi crocefissi processionali, tra cui uno con statua del Cristo di colore nero, di notevoli dimensioni. Sopra l'ingresso principale trova collocazione l'orchestra con l'organo.
Nella torre campanaria è ben visibile una trifora murata di stile gotico. Un piccolo campanile a vela sorge invece sopra il presbiterio, ad uso dell'oratorio che è sede della Confraternita dei Turchini.